# Relações entre Brasil e Malásia
As relações entre Brasil e Malásia são as relações diplomáticas entre República Federativa do Brasil e República da Malásia. O governo brasileiro tem uma embaixada em Kuala Lumpur, enquanto a Malásia mantém uma embaixada em Brasília.
Em 17 de março de 2003, o primeiro-ministro da Malásia, Mahathir bin Mohamad, realizou uma visita de dois dias ao Brasil.

## Relações econômicas
Ambos os países estão trabalhando para aumentar a proximidade no setor econômico, sendo que há muitas marcas e empresas brasileiras que pretendem explorar mercado consumidor da Malásia. Em 2012, várias empresas brasileiras investiram um total de 6 bilhões de dólares na Malásia. A mineradora brasileira Vale também iniciou a construção de um centro de transferência de minério de ferro no país. Além disso, o Brasil também é o maior exportador de armamentos e um dos maiores exportadores de açúcar e carne bovina para os malaios. No Brasil, a companhia petrolífera malaia Petronas assinou um contrato com a OGX. Ambos os países também estabeleceram uma joint venture para desenvolver biocombustível e a Malásia ajudar o Brasil a expandir sua rede de banda larga.